# Ґавожина
Ґавожина (пол. Gaworzyna) — село в Польщі, у гміні Ілжа Радомського повіту Мазовецького воєводства.
Населення — 179 осіб (2011).
У 1975-1998 роках село належало до Радомського воєводства.

## Демографія
Демографічна структура станом на 31 березня 2011 року:
|          | Загалом | Допрацездатний вік | Працездатний вік | Постпрацездатний вік |
| -------- | ------- | ------------------ | ---------------- | -------------------- |
| Чоловіки | 94      | 20                 | 61               | 13                   |
| Жінки    | 85      | 14                 | 56               | 15                   |
| Разом    | 179     | 34                 | 117              | 28                   |